# المصيصة
المَصّيصة أو مفسوسطيا (باليونانية: Μοψουεστία)‏، كانت مدينة تاريخية في قيليقيا تقع أطلالها بالقرب من مدينة أضنة بتركيا حاليا.
ترجئ أسطورة يونانية بنائها إلى مفسوس الذي عاش قبل فترة حرب طروادة. اشتهرت المدينة في أوائل العهد المسيحي كمركز لاهوتي بوجود أساقفة مثل ثيودور. ضمها العرب لخلافتهم سنة 686 في زمن عبد الملك بن مروان واستعادها البيزنطيون سنة 964 ومن ثم وقعت بيد الصليبيين والأرمن واندثرت بعد أن سيطر عليها الأتراك.